# Лак
Лакът е течно химическо вещество, което се полага върху повърхността на даден предмет с цел предпазването му от външни въздействия. При изсъхването си върху повърхността, върху която е нанесено, течността се изпарява, а разтворените в нея твърди вещества образуват гладък и равномерен филмов слой – покритие. Използва се широко в много области на човешката дейност.
Основно лаковете се делят на групи според техния разтворител:
- Лакове на спиртна основа – шеллак, дамарен лак, мастичен лак, лакове за коса
- Лакове на ацетонова основа – всички лакове за нокти, нитроцелулозните лакове
- Лакове на маслена основа – олифата, използвана в иконописта

Лаковете имат широка употреба в дървообработването, строителството, живописта, козметиката и т.н.